# The Imagine Project
Albums de Herbie Hancock
River: The Joni Letters
(2007)
The Imagine Project est le 46e et dernier album studio de Herbie Hancock sorti le 22 juin 2010.
Parmi les invités de marque figurent Wayne Shorter, John Legend, India Arie, Oumou Sangaré, Seal, Dave Matthews, Jeff Beck, Chaka Khan, Susan Tedeschi, Derek Trucks, The Chieftains, Paddy Moloney et Los Lobos.

## Historique
L'album a été enregistré en plusieurs endroits de la planète et inclut la participation de divers artistes. Il est complété par un documentaire sur l'enregistrement. L'interprétation de ces chansons par Herbie Hancock est inter-culturelle. En hommage à John Lennon,  c'est une œuvre humaniste ayant pour but la paix dans le monde. Sa version de Imagine a été inspirée par le groupe Congolais Konono n°1. Le morceau The Times They Are a-Changin' signé Bob Dylan mélange la Kora Ouest-Africaine avec la flûte celtique, le Fiddle et les Uilleann pipes.
Il est sorti en CD, téléchargement numérique et vinyle.

## Titres
| No  | Titre                                                                                 | Musique                           | Durée |
| --- | ------------------------------------------------------------------------------------- | --------------------------------- | ----- |
| 1.  | Imagine (avec P!nk, Seal, India.Arie, Jeff Beck, Konono n°1 et Oumou Sangaré)         | John Lennon                       | 7:20  |
| 2.  | Don't Give Up (avec P!nk et John Legend)                                              | Peter Gabriel                     | 7:28  |
| 3.  | Tempo de Amor (avec Céu)                                                              | Vinícius de Moraes, Baden Powell  | 4:43  |
| 4.  | Space Captain (avec Susan Tedeschi et Derek Trucks)                                   | Matthew Moore                     | 6:56  |
| 5.  | The Times They Are a-Changin' (avec The Chieftains, Toumani Diabaté et Lisa Hannigan) | Bob Dylan                         | 8:06  |
| 6.  | La Tierra (avec Juanes)                                                               | Juan Esteban Aristizabal          | 4:52  |
| 7.  | Tamitant Tilay/Exodus (avec Tinariwen, K'Naan, Los Lobos)                             | Bob Marley / Alhassane Ag Touhami | 4:47  |
| 8.  | Tomorrow Never Knows (avec Dave Matthews)                                             | Lennon/McCartney                  | 5:23  |
| 9.  | A Change Is Gonna Come (avec James Morrison)                                          | Sam Cooke                         | 8:48  |
| 10. | The Song Goes On (avec K. S. Chithra, Chaka Khan, Anoushka Shankar et Wayne Shorter)  | Larry Klein                       | 7:48  |

## Musiciens
Crédits selon le livret accompagnant l'album :
- Herbie Hancock - Arrangement, claviers, piano, piano traité, production, chœurs
- Kofi Burbridge – Hammond B3, chant
- Larry Goldings – Hammond B3
- Larry Klein - Claviers, basse, chœurs
- Pete Wallace - Claviers
- George Whitty - Claviers
- Wayne Shorter - Saxophone soprano
- Jeff Beck - Guitare
- Derek Trucks - Guitare, arrangements, production
- Alhassane Ag Touhami - Guitare, arrangements, chœurs
- Fernando Tobon – Guitare
- Dean Parks – Guitare
- Dave Matthews - Guitare, chœurs
- Lionel Loueke - Guitare
- Michael Chaves - Guitare
- Elaga Ag Hamid - Guitare, chœurs
- Abdallah Ag Lamida "Intidao" - Guitare, chœurs
- Abdallah Ag Alhousseyni - Guitare acoustique, chœurs
- Anoushka Shankar – Sitar
- Danny Barnes - Banjo, basse
- Oteil Burbridge - Basse, chœurs
- Eyadou Ag Leche - Basse, chœurs
- Tal Wilkenfeld - Basse
- Marcus Miller - Basse, arrangements, production
- Lucas Martins - Basse électrique (!)
- Toumani Diabaté - Kora
- The Chieftains - Instrumentation
- Paddy Moloney - Uillean Pipes, flûte irlandaise
- Matt Molloy – Flûte traversière
- Seán Keane - Fiddle
- Alex Acuña - Percussions
- Saïd Ag Ayad - Djembé, chœurs
- Richard Bravo – Percussion
- Rodrigo Campos - Percussions
- Paulinho Da Costa - Percussions
- Rhani Krija - Percussions
- Ndofusu Mbiyavanga - Percussions
- Manu Katché - Batterie
- Matt Chamberlain - Batterie
- Vinnie Colaiuta - Batterie, tambourin
- Visi Vincent - Batterie
- Curumin - Batterie
- Mawangu Mingiedi – Likembe (Kalimba)
- Kevin Conneff - Bodhran
- Satyajit Talwalkar - Tabla
- Bhawai Shankar Kathak - Tambour pakhawaj
- Sridhar Parthasarthy – Mridangam
- Konono N°1 - Instrumentation africaine
- Susan Tedeschi - Chant
- Céu - Chant
- K.S. Chithra - Chant
- Seal - Chant
- John Legend - Chant
- Fatoumata Diawara - chant
- David Hidalgo - Chant
- India.Arie - Chant
- Oumou Sangaré - Chant
- K'Naan - Chant
- Susan Tedeschi - Chant
- P!nk - Chant
- Louie Pérez - Chant
- James Morrison - Chant
- Conrad Lozano - Chant
- Mike Mattison - Chœurs, arrangements des chœurs
- The Hill-Tones - Chœurs
- Juanes - Chœurs, arrangements, production
- Los Lobos - Instrumentation